# Iacob Negruzzi
Iacob Negruzzi, född 31 december 1842 i Iași, död 6 januari 1932 i Bukarest, var en rumänsk författare. Han var son till Constantin Negruzzi. 
Negruzzi var professor i handelsrätt vid Bukarests universitet. Han redigerade 1867–92 den inflytelserika litterär-politiska tidskriften "Convorbiri literare", i vilken han publicerade sina lyriska dikter, idyller och berättelser. Han översatte de flesta skådespel av Friedrich Schiller. Hans Opere utgavs i tre band 1893–95.